# Штефан Флоренський
Штефан Флоренський (пол. Stefan Florenski, 17 грудня 1933, Гливиці — 23 лютого 2020, Гамм) — польський футболіст, що грав на позиції захисника.
Виступав, зокрема, за клуб «Гурник» (Забже), а також олімпійську збірну Польщі.
Дев'ятиразовий чемпіон Польщі. П'ятиразовий володар Кубка Польщі.

## Клубна кар'єра
У дорослому футболі дебютував 1946 року виступами за команду «Сошниця» (Гливиці), в якій провів десять сезонів. 
Своєю грою за цю команду привернув увагу представників тренерського штабу клубу «Гурник» (Забже), до складу якого приєднався 1957 року. Відіграв за команду з міста Забже наступні чотирнадцять сезонів своєї ігрової кар'єри.
Завершив ігрову кар'єру у команді ГКС (Тихи), за яку виступав протягом 1971—1973 років.

## Виступи за збірні
У 1957 році дебютував в офіційних матчах у складі національної збірної Польщі.
Загалом протягом кар'єри в національній команді, яка тривала 12 років, провів у її формі 11 матчів, забивши 2 голи.
У 1960 році захищав кольори олімпійської збірної Польщі. У складі цієї команди провів 3 матчі.
Помер 23 лютого 2020 року на 87-му році життя у місті Гамм.

## Титули і досягнення
- Чемпіон Польщі (9):

«Гурник» (Забже): 1957, 1959, 1961, 1962-1963, 1963-1964, 1964-1965, 1965-1966, 1966-1967, 1970-1971
- Володар Кубка Польщі (5):

«Гурник» (Забже): 1964-1965, 1967-1968, 1968-1969, 1969-1970, 1970-1971